# Драхенхаухлох
Драхенхаухлох (англ. Dragon's Breath Hole, нем. Drachenhauchloch — «Дыхание Дракона») — пещера в Намибии. В пещере расположено самое большое известное подземное пещерное озеро.
Расположено неподалёку от Хрутфонтейна (область Очосондьюпа). Пещерное озеро, расположенное на глубине 66 м, было открыто в 1986 году и исследовано в 1991 г. Исследования учёных показали, что площадь озера составляет 2,61 га, а глубина — 84 м.
Пещера получила своё название Драхенхаухлох («Дыхание Дракона»), в связи с тем что в определённое время из входа в пещеру выходит пар, напоминающий дыхание дракона.